# دهستان شناتال
شناتال، دهستانی است از توابع بخش کوهسار در شهرستان سلماس استان آذربایجان غربی ایران. 

## جمعیت
این دهستان طبق آمار فرمانداری شهرستان سلماس و مرکز آمار و جمعیت ۲۶۰۰ نفر می باشد و جزو بخش کوهسار شهرستان سلماس است.